# Freya-VfR Memel
Freya-VfR Memel (celým názvem: Freya-Verein für Rasensport Memel) byl německý sportovní klub, který sídlil ve východopruském městě Memel (dnešní Klaipėda v Klaipėdském kraji).
Založen byl v roce 1922 německými občany v tehdy Francií spravovanou autonomní oblastí Memel, která byla po válce odříznuta od Východního Pruska. V roce 1923 bylo město Memel obsazeno litevskou armádou, která území města připojila k Litvě. V období litevské okupace nesl název Freya Klaipėda. V roce 1939 bylo území města obsazeno pro změnu německou armádou, která města znovu připojila k Německu. Zaniká v roce 1945 po opětovné a tentokráte trvalé litevské anexi města Memel.

## Historické názvy
- 1922 – Freya-VfR Memel (Freya-Verein für Rasensport Memel)
- 1923 – Freya Klaipėda
- 1939 – Freya-VfR Memel (Freya-Verein für Rasensport Memel)

## Umístění v jednotlivých sezonách
Stručný přehled
Zdroj: 

- 1924–1925: LFF Lyga – sk. Klaipėda
- 1926–1928: LFF Lyga – sk. Klaipėda, Sever
- 1929–1930: LFF Lyga – sk. Klaipėda
- 1931–1932: LFF Lyga
- 1939–1940: Bezirksliga Ostpreußen
- 1940–1941: Gauliga Ostpreußen

Jednotlivé ročníky
Zdroj: 
Legenda: Z – zápasy, V – výhry, R – remízy, P – porážky, VG – vstřelené góly, OG – obdržené góly, +/- – rozdíl skóre, B – body, červené podbarvení – sestup, zelené podbarvení – postup, fialové podbarvení – reorganizace, změna skupiny či soutěže
| Litva (1924 – 1939)             |                                |        |    |   |   |    |    |    |     |    |        |
| Sezóny                          | Liga                           | Úroveň | Z  | V | R | P  | VG | OG | +/- | B  | Pozice |
| 1924                            | LFF Lyga – sk. Klaipėda        | 1      | 5  | 3 | 0 | 2  | 11 | 15 | -4  | 6  | 2.     |
| 1925                            | LFF Lyga – sk. Klaipėda        | 1      | 10 | 8 | 1 | 1  | 27 | 13 | +14 | 17 | 1.     |
| 1926                            | LFF Lyga – sk. Klaipėda, Sever | 1      | 10 | 7 | 0 | 3  | 21 | 18 | +3  | 14 | 2.     |
| 1927                            | LFF Lyga – sk. Klaipėda, Sever | 1      | 8  | 3 | 1 | 4  | 21 | 23 | -2  | 7  | 3.     |
| 1928                            | LFF Lyga – sk. Klaipėda, Sever | 1      | 8  | 3 | 0 | 5  | 15 | 19 | -4  | 6  | 4.     |
| 1929                            | LFF Lyga – sk. Klaipėda        | 1      | 8  | 5 | 0 | 3  | 16 | 15 | +1  | 10 | 2.     |
| 1930                            | LFF Lyga – sk. Klaipėda        | 1      | 6  | 1 | 1 | 4  | 9  | 16 | -7  | 3  | 3.     |
| 1931                            | LFF Lyga                       | 1      | 6  | 3 | 1 | 2  | 7  | 16 | -9  | 7  | 3.     |
| 1932                            | LFF Lyga                       | 1      | 7  | 1 | 1 | 5  | 5  | 10 | -5  | 3  | 7.     |
| …                               |                                |        |    |   |   |    |    |    |     |    |        |
| Velkoněmecká říše (1939 – 1941) |                                |        |    |   |   |    |    |    |     |    |        |
| Sezóny                          | Liga                           | Úroveň | Z  | V | R | P  | VG | OG | +/- | B  | Pozice |
| 1939/40                         | Bezirksliga Ostpreußen         | 2      | …  | … | … | …  | …  | …  | …   | …  |        |
| 1940/41                         | Gauliga Ostpreußen             | 1      | 12 | 0 | 0 | 12 | 6  | 63 | -57 | 0  | 7.     |

Poznámky:
- 1925: Klub odstoupil z finálové turnaje a obsadil tak konečné třetí místo.
- 1929: Klub v konečném umístění obsadil dělené třetí místo s KSK Kultus Kaunas.